# Graceanna Lewis
Graceanna Lewis (3. srpna 1821 West Vincent Township – 25. února 1912 Media) byla americká přírodovědkyně, ilustrátorka a aktivistka. Byla expertem v oboru ornitologie. Na její počest je po ní pojmenován druh Icterus graceannae. Byla součástí ilegální tajné sítě pomáhající uprchlým otrokům a aktivně podporovala hnutí proti otroctví, hnutí za práva žen a byla členkou ženské protialkoholové ligy.

## Životopis

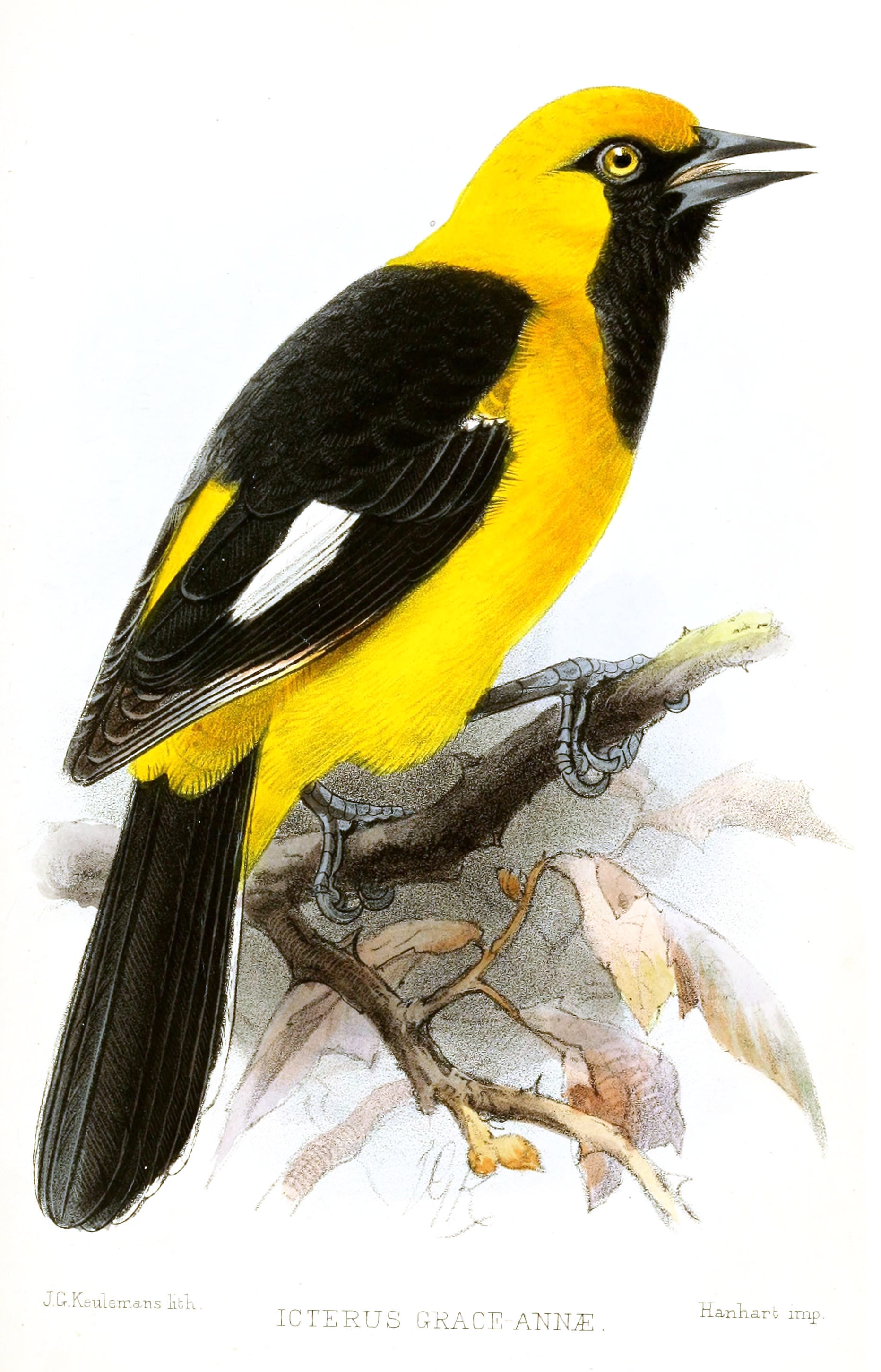
Trupiál ekvádorský, latinským názvem Icterus graceannae pojmenovaný na počest Graceanny Lewis

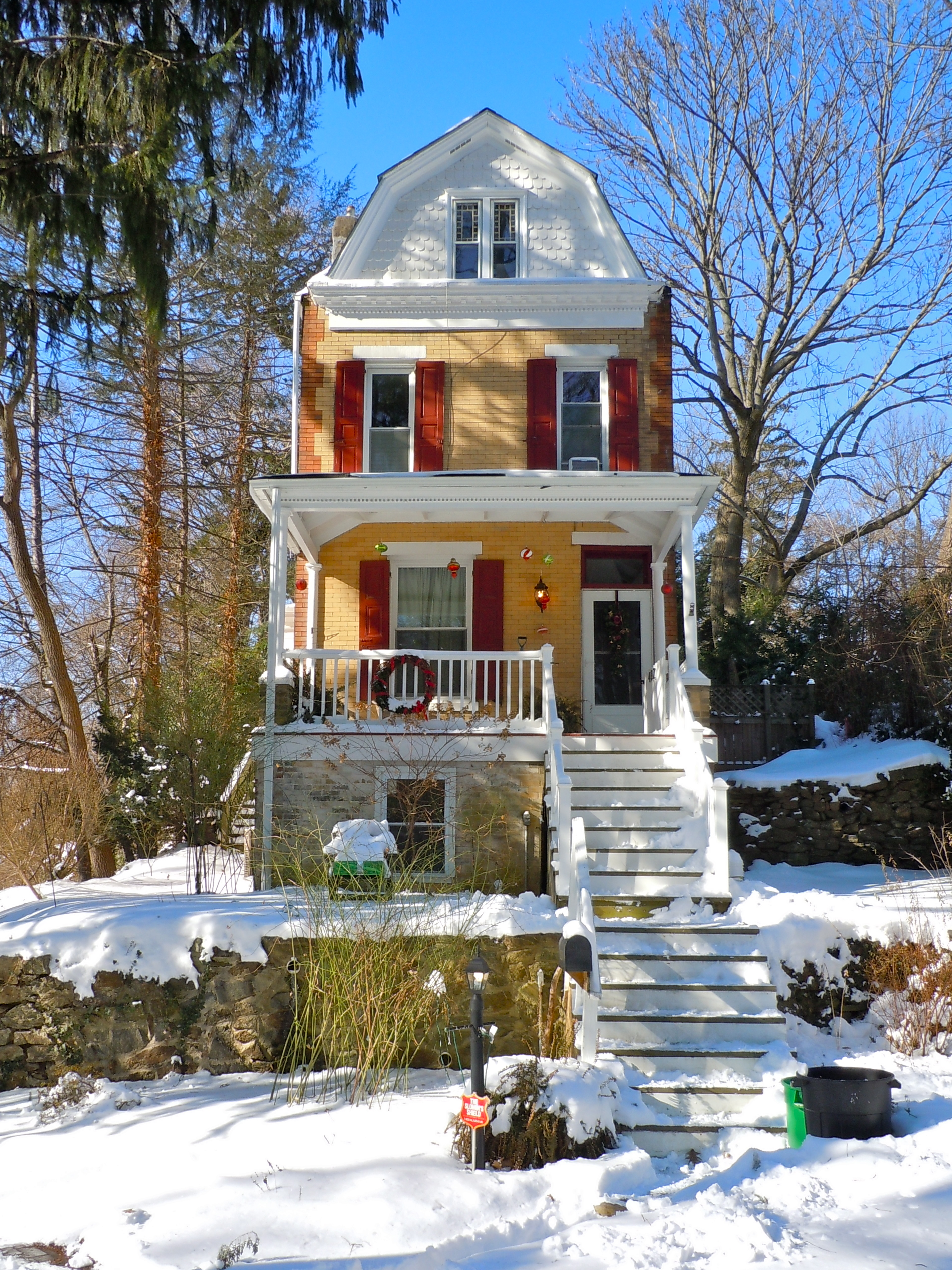
Dům ve městě Media, kde Graceanna Lewis žila poslední roky svého života (2015)

Greacenna Lewis se narodila 3. srpna 1821 na farmě poblíž West Vincent Township v Chester County v Pensylvánii. Byla druhou ze čtyř dcer kvakerského farmáře Johna Lewise a jeho ženy Esther Fussell. Mezi jejími předky byl přítel Williama Penna, který emigroval do nové provincie Pensylvánie z jižního Walesu v roce 1682. Její otec zemřel, když jí byly tři roky. Matka pracovala jako učitelka a měla zásadní vliv na rozvoj Graceannina zájmu o učení a vědu. Matka jí také byla vzorem v aktivismu. Pomáhala síti Podzemní železnice, když v domě nechávala bydlet uprchlé otroky. Po smrti matky Graceanna vyhradila dům zcela pro účely poskytování ubytování uprchlým otrokům – najednou jich ubytovala až 11. Studovala na internátní škole pro dívky v sousedním Kimbertonu, kde získala vzdělání ve vědách včetně astronomie, botaniky, chemie a zoologie. Měla také nadání na malování přírodních motivů. Po dokončení studia v roce 1842, začala pracovat jako učitelka, což byla profese tehdy dostupná i pro ženy. Získala místo jako učitelka botaniky a chemie na internátní škole v Yorku v Pensylvánii.
Během 50. let 19. století se přestěhovala do Filadelfie, kde blízce spolupracovala se skupinou kvakerů zajímajících se o přírodní vědy. V roce 1862 se setkala s průkopníkem ornitologie Johnem Cassinem z filadelfské akademie přírodních věd, pod jehož vedením studovala pokročilejší ornitologii dalších pět let. V roce 1867 Cassin na její počest pojmenoval druh Icterus graceannae. Od poloviny 60. let 19. století začala ve Filadelfii pořádat soukromé přednášky o ornitologii. Pole jejího zájmu se během jejího života výrazně rozrostlo do širokého spektra přírodních věd, včetně zvířat, minerálů a rostlin. V roce 1868 vydala knihu The Natural History of Birds, první z očekávaného vícedílného magnum opus. Naneštěstí v roce 1869 zemřel její patron John Cassin, bez něhož nebyla schopná získat pozici učitelky v oboru, který by jí dovolil pokračovat v práci.
V ambiciózních plánech jí také bránilo, že její nápady byly vydavateli vnímány jako příliš komplikované pro laické publikum a zároveň málo odborné pro vědeckou komunitu. Kvůli křesťanské výchově byla po většinu života kritická k evoluční teorii Charles Darwina. Bůh byl podle Lewis odpovědný za složitý a dobře uspořádaný vesmír. Až v 90. letech 19. století přijala některé evoluční teorie, ale stále viděla proces vzniku světa jako velký teistický systém. Částečně odmítala Darwinovu teorii, že různé variace jsou částí procesu přírodní selekce. Proti tomu argumentovala, že evoluce je božsky řízený proces k dosažení perfekce nadpřirozeně stvořených druhů. Nedostatek vzdělání a její zapřisáhlé teistické přesvědčení ji donutilo omezit přírodovědné přednášky, které pořádala jako vědkyně–ilustrátorka na volné noze, a které pro ni byly hlavním zdrojem obživy. Kvůli nedostatku finančních zdrojů, přijala v roce 1870 místo učitelky na filadelfské škole přátel, kde zůstala do dalšího roku. V roce 1871 prodala rodinné pozemky a z výnosu financovala svůj další výzkum. Její představou bylo vytvořit soubor ilustrovaných schémat, které by ukazovaly vztahy rostlinné a zvířecí říše. Nebyla ale schopná držet krok s rapidním přívalem nových informací a také nebyla ochotná publikovat schémata nedokončená bez kompletní sady, kvůli čemu projekt nakonec nebyl realizován.
V roce 1874 a 1879 přednášela na Vassar College. Během této doby se zde ucházela o několik pracovních pozic, včetně místa profesorky přírodopisu, ale kvůli pouhému středoškolskému vzdělání a přetrvávajícímu sexismu ze strany ostatních akademiků se na žádnou nedostala. Místo toho se vrátila na nižší učitelskou pozici v dívčí škole Foster School v Clifton Springs ve státě New York, kde učila od roku 1883 do roku 1885.
V roce 1893 dostala zakázku na 50 akvarelových ilustrací listů stromů pro výstavu na World's Columbian Exposition v Chicagu. Její práce měla úspěch a sada ilustrací byla znovu vystavena v roce 1901 na Pan-American Exposition v Buffalo ve státě New York a následně ještě v roce 1904 na Louisiana Purchase Exposition v St. Louis.
Byla také členkou akademie přírodních věd ve Filadelfii a v institutu věd v Delaware County.

### Společenské přesvědčení
V návaznosti na její činy, kdy jako odpůrkyně otroctví pomáhala tajné síti, která pomáhala uprchlým otrokům na svobodu, začala být aktivní v několika dalších společenských hnutích. Byla členkou Ženské křesťanské unie pro prohibici. Vykonávala roli sekretářky ženské protialkoholové ligy v Media v Pensylvánii a také jako vědecká vedoucí ve věci instrukcí ke střídmosti v Delaware County. Byla také aktivní ve hnutí za prosazení volebního práva pro ženy.

### Smrt a odkaz
Graceanna Lewis strávila poslední dekádu svého života ve městě Media v Pensylvánii u svého synovce umělce Charlese Lewise Fussella. Zemřela na následky mozkové mrtvice 25. února v roce 1912 ve věku 90 let. Její práce jsou součástí rodinné sbírky Lewis-Fussell na univerzitě Swarthmore v Pensylvánii. V tomto archivu jsou i její kresby o přírodních vědách a nepublikovaný rukopis vzpomínek o Podzemní železnici.

## Práce

### Vydané
- An Appeal to Those Members of the Society of Friends Who Knowing the Principles of the Abolitionists Stand Aloof from the Anti-Slavery Enterprise (cca 1940)
- Natural History of Birds: Lectures on Ornithology (1868)
- The Position of Birds in the Animal Kingdom (1869)
- The Lyre Bird, American Naturalist (1870)
- Symmetrical Figures in Birds' Feathers (1871)
- The Development of the Animal Kingdom: A Paper Read at the Fourth Meeting of the Association for the Advancement of Woman (1877)

### Nevydané
- Chart of the Animal Kingdom
- Chart of the Vegetable Kingdom
- A Chart of the Class of Birds
- A Chart of Geology, with Special Reference to Paleontology
- Microscopic Studies of Frost Crystals
- Plumage of Birds
- Lower Forms of Animal and Vegetable Life
- Studies in Forestry, Illustrated by Watercolor Paintings
- Water Color Paintings of Wild Flowers